# Улфт
Улфт (нід. Ulft, нід. вимова: [ˈʏl(ə)ft]) — місто в нідерландській провінції Гелдерланд. Входить до муніципалітету Ауде-Ейсселстрек. Розташоване на березі річки Альте Іссель.

## Історія
Історія міста розпочалася з будівництва 1236 року цитаделі Slot Ulft. Розвиток міста навколо замку датується кінцем 16-го сторіччя.
Значного розвитку місто отримало в середині 18-го сторіччя після будівництва одного із перших у Нідерландах металургійного підприємства, яке використовувало залізну руду з розташованих неподалік Улфта покладів.

## Галерея

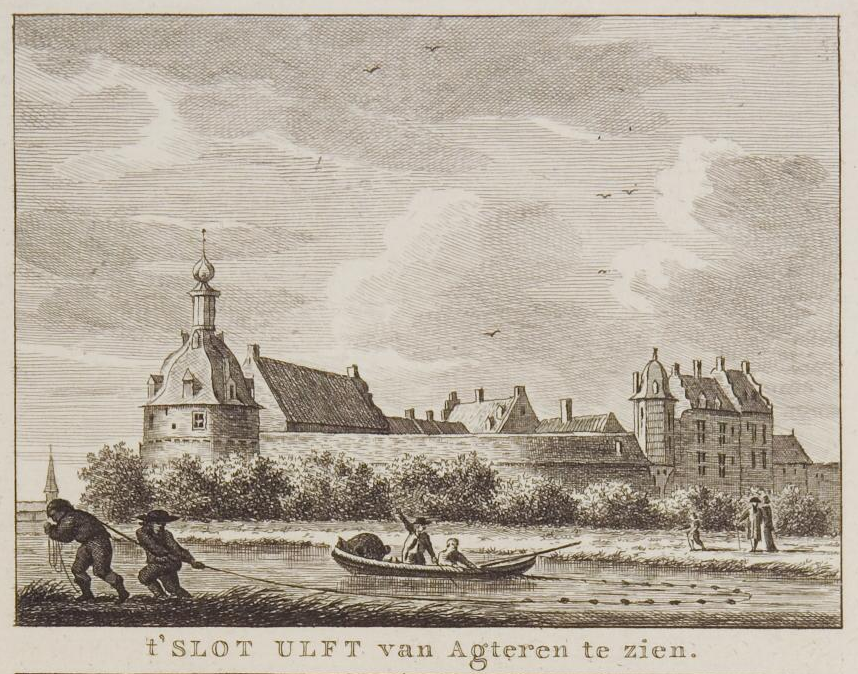
Улфтський замок
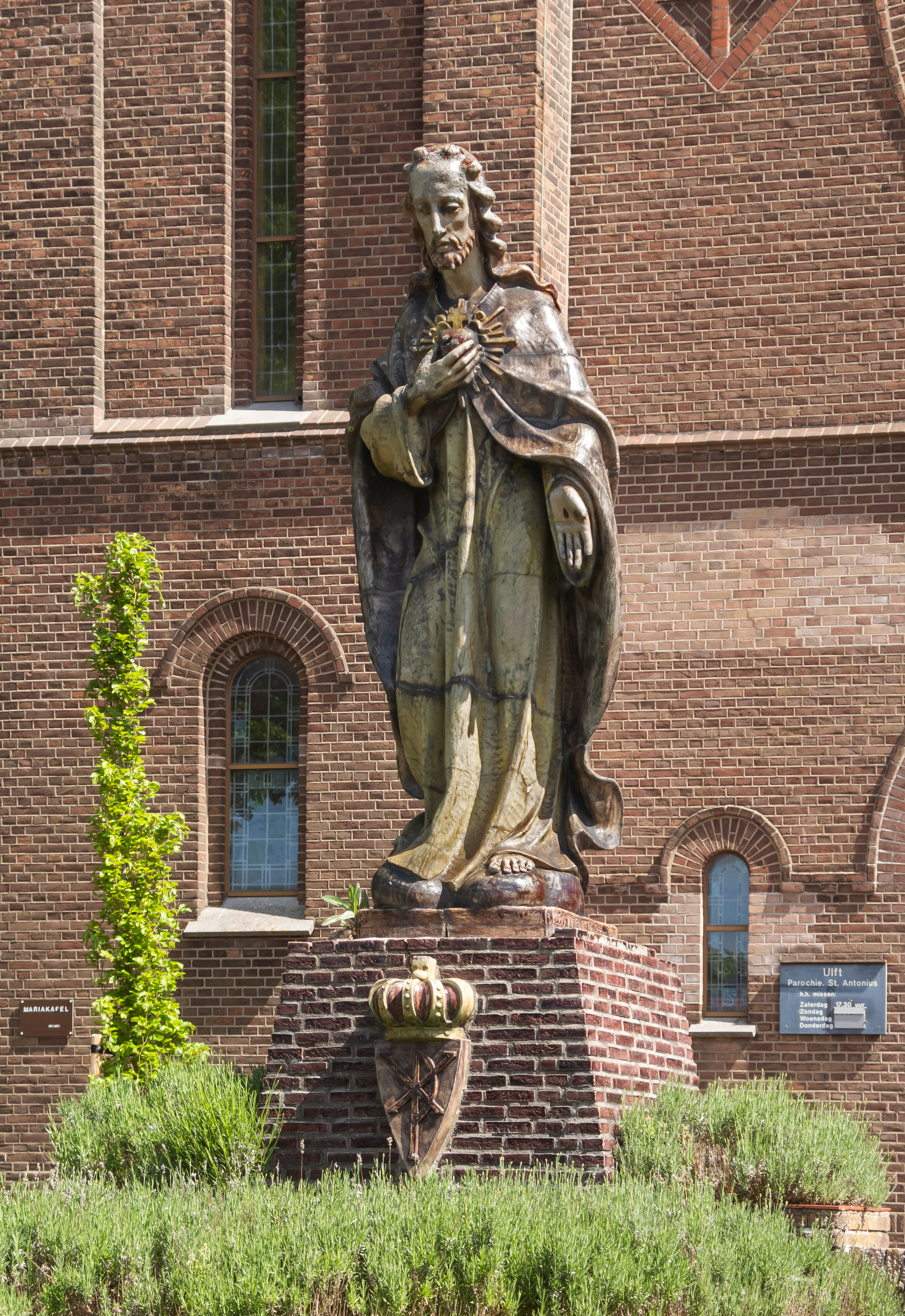
Статуя перед міською церквою.